# Chaetarcturus acutispinis
Chaetarcturus acutispinis är en kräftdjursart som först beskrevs av Oleg Grigor'evich Kussakin 1982.  Chaetarcturus acutispinis ingår i släktet Chaetarcturus och familjen Antarcturidae. Inga underarter finns listade i Catalogue of Life.